# Yo, Picasso
Yo, Picasso ist ein Album der deutschen Hip-Hop-Musiker Fatoni und Dexter. Es erschien am 6. November 2015 über die Plattenfirma WSP Records.

## Titelliste
1. Benjamin Button – 2:36
2. Authitenzität – 3:21
3. 32 Grad – 3:00
4. Semmelweisreflex – 3:33
5. Kann nicht reden ich esse (feat. Kryptik Joe) – 4:02
6. Ein schlechter Mensch – 3:54
7. Stalingrad – 4:55
8. Mike – 3:23
9. Kein Tag – 3:30
10. Dienstag Nacht – 2:53
11. Adhs – 3:53
12. Schauspielführer – 3:38
13. ICE Abteil – 5:20

## Rezeption

### Charts
Yo, Picasso stieg auf Platz 23 der deutschen Album-Charts ein. In der zweiten Woche fiel die Veröffentlichung auf Rang 84 ab.

### Kritik
Die E-Zine Laut.de bewertete Yo, Picasso mit vier von möglichen fünf Punkten. Aus Sicht des Redakteurs Philipp Kopka funktioniere das Album „sowohl im Auto bei runtergelassenen Scheiben auf voller Lautstärke, als auch auf dem heimischen Plattenspieler bei einem Glas Rotwein.“ Fatoni und Dexter wirken „zu keiner Zeit verkopft, gerade weil die musikalische Untermalung so viel Spaß“ mache, womit die Musiker etwas schaffen, „woran intelligenter, anspruchsvoller Rap so oft“ scheitere. Während Dexters Produktionen „in jeder Sekunde Liebe zur Musik versprühen“, setze Fatoni „sowohl raptechnisch als auch textlich im Vergleich zu den vorangegangenen EPs noch mal einen drauf.“ Dabei inszeniere sich der Rapper „mal zynisch, mal ironisch, mal einfach nur lustig, […] hinter einer Maske ungreifbarer Ambivalenz.“
Beim HipHop-Magazin MZEE wurde das Album äußerst positiv bewertet. Dort heißt es, bei Yo, Picasso handele es sich „bis dato“ um das „beste Deutschrapalbum 2015.“ Neben Fatonis textlichen Inhalten werden dabei auch besonders Dexters Produktionen hervorgehoben. „Der Stuttgarter Produzent“ sei „auf seinem Zenit stehen geblieben“ und „der Münchner MC gesellt sich lässig dazu.“ Als Höhepunkt des Albums wird Mike bezeichnet. Der Track sei eine „Liebes- und Hasserklärung an The Streets beziehungsweise deren Ex-Mitglied Mike Skinner, der Schuld an Fatonis Mittelmäßigkeit zu sein scheint. Von dieser Mittelmäßigkeit bekommt man allerdings so gut wie gar nichts zu hören.“

### Bestenliste
In der Liste der besten „Hip Hop-Alben des Jahres“ 2015 von Laut.de wurde Yo, Picasso auf Rang 11 platziert. Aus Sicht der Redaktion scheine „die Musikwelt erst dank ‚Yo, Picasso‘ so richtig wahrzunehmen, was für ein verdammt talentierter MC [Fatoni] eigentlich“ sei. Gemeinsam mit Dexter sorge der Rapper für ein „überraschendes Highlight im Rap-Jahr 2015.“
Das Musikmagazin Musikexpress kürte "Yo, Picasso" zu einem der besten 40 Deutschrap Alben aller Zeiten.